# Welsh Not

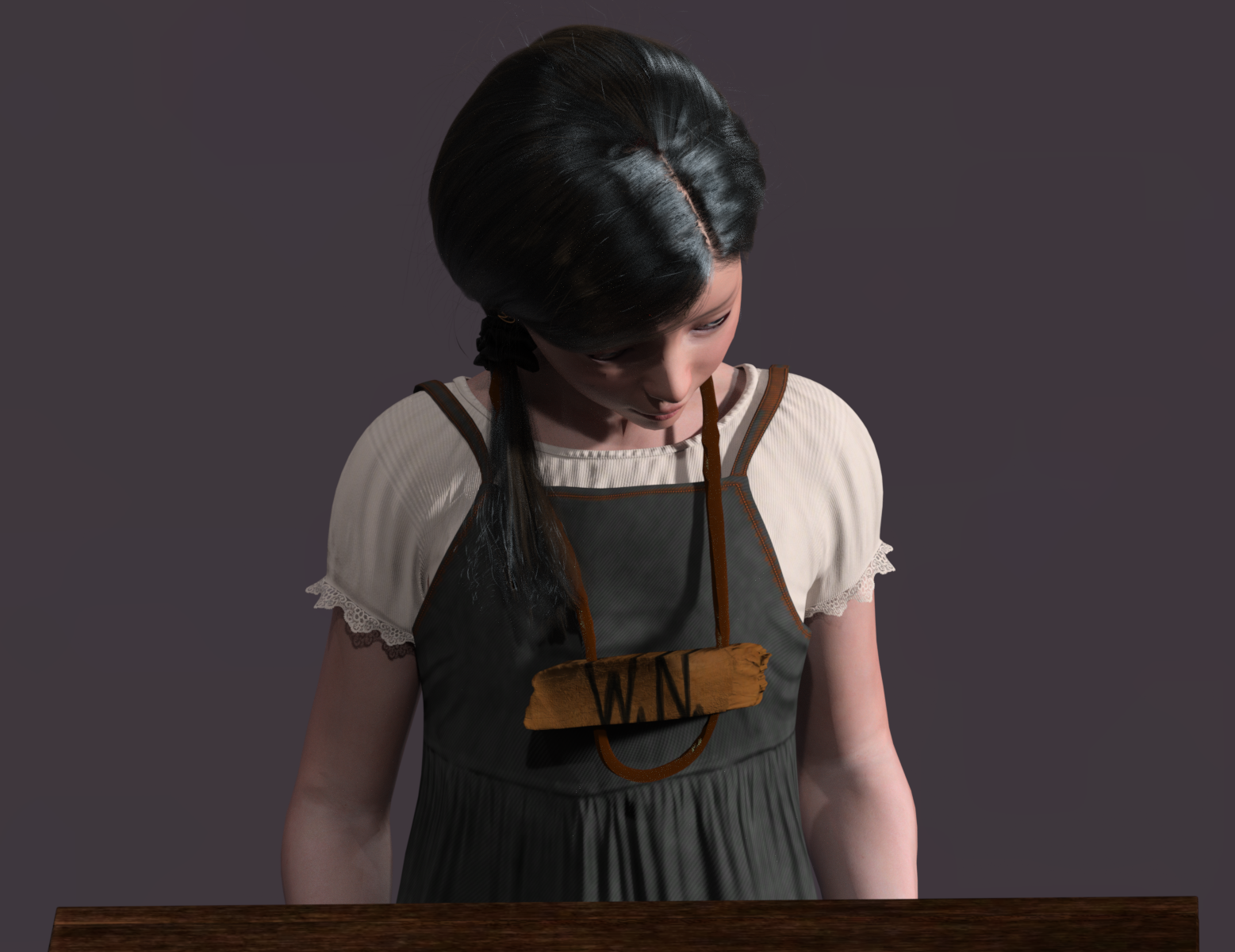
Imagen generada por computadora de una colegiala con el "Welsh Not"

El Welsh Not, Welsh Note o Welsh stick (no galés) fue un castigo que aplicaban algunas escuelas galesas en los siglos XIX y XX a los niños que hablaban galés. Consistía en colgar del cuello del niño una placa de madera en la que decía "WN". El niño solo se la podía quitar si escuchaba que otro decía alguna palabra en galés, pasándole el colgante. Al final del día, el niño que lo llevaba colgado recibía un castigo.
Su finalidad era avergonzar a los niños que hablaban galés y disuadir el hábito de hablar esta lengua, de acuerdo con la política lingüística de la época en Gran Bretaña, que consideraba que se tenía que promocionar el inglés y que las otras lenguas del reino se tenían que eliminar de la escuela. 
Esta idea de nacionalismo que permite castigos y genocidios lingüísticos con el fin de unificar la lengua del imperio, con la idea de que una nación es sinónimo de una sola lengua, no fue propia únicamente del Reino Unido sino también en otros países europeos, como por ejemplo España durante el franquismo o Francia a partir de la figura de Henri Grégoire, que extendió la vergonha, con castigos como el símbolo que recuerdan al Welsh Not.